# Музыкальный конкурс
Музыкальный конкурс — это публичное мероприятие, призванное определить и наградить выдающиеся музыкальные коллективы, солистов и музыковедов. Конкурсы популярной музыки проводятся, чтобы выявить поп-звезд. 

## История
В Европе музыкальные конкурсы начали проводить в начале XX века. Среди первых конкурсов — Наумбургский конкурс (1926, США), Конкурс пианистов имени Шопена (1927, Польша), Конкурс имени Изаи (1937, Бельгия), Международный конкурс исполнителей в Женеве (1939, Швейцария).
В 1957 году была основана Всемирная федерация международных музыкальных конкурсов, учредителями которой стали 11 музыкальных конкурсов, а по состоянию на 2012 членами этой федерации стали более 120 музыкальных конкурсов.
В популярной музыке конкурсы приобрели популярность во второй половине 20 века. Так, в 1956 году впервые был проведен конкурс Евровидение. Благодаря телетрансляции такие конкурсы собирают большие аудитории телезрителей.

## Критика
Одним из предметов критики музыкальных конкурсов является преобладание в критериях оценивания игры исполнителя ценностей стабильности и выносливости, над собственно художественными ценностями. По мнению А. Ляховича, такое распределение ценностей приводит к тому, что внимание исполнителя «...не отвлекается на лишние факторы — на интонирование, процессуальность, целостность (то есть на музыку) — и сосредотачивается на точном выполнении последовательности действий, зафиксированной в нотах. Нервная система исполнителя при такой игре не перегружена дополнительными задачами — переживанием, вдохновением и обусловленной ими координацией — и освобождена для главной задачи — стабильности.»
Другим предметом критики музыкальных конкурсов является их конъюнктурность. «Существует конвенциональный аспект, с позиций которого сам институт исполнительства теряет свой предмет. Он определяется общим свойством современного социума в любых его локальных формациях: конъюнктурой — зависимостью социального успеха не от личных качеств, а от знакомств и связей. [...] Конъюнктура контролирует весь предыдущий отбор таких претендентов. Этот отбор проходят только те, кто имеет „крышу“ — социальную поддержку в лице авторитетного педагога, родственника, „должника“ по мастерклассу, соотечественника и т. п»